# Repomucenus huguenini
Repomucenus huguenini es una especie de peces de la familia Callionymidae en el orden de los Perciformes.

## Morfología
• Los machos pueden llegar alcanzar los18 cm de longitud total.

## Hábitat
Es un pez  de mar y de clima templado y demersal.

## Distribución geográfica
Se encuentra en la China, el Japón, Corea, Malasia, Nueva Caledonia, Taiwán y el Vietnam.

## Observaciones
Es inofensivo para los humanos